# Sotaro Sada
Sotaro Sada (佐田 聡太郎 Sada Sotaro?, nacido el 18 de marzo de 1984 en Gunma) es un exfutbolista japonés. Jugaba de defensa y su último club fue el AC Nagano Parceiro de Japón.

## Trayectoria

### Clubes
| Club                | País  | Año         |
| ------------------- | ----- | ----------- |
| Sanfrecce Hiroshima | Japón | 2002 - 2003 |
| Thespa Kusatsu      | Japón | 2004 - 2011 |
| AC Nagano Parceiro  | Japón | 2012        |

## Estadística de carrera

### J. League
| Club                | Año   | J. League | J. League | Copa J. League | Copa J. League | Total | Total |
| Club                | Año   | Part.     | Goles     | Part.          | Goles          | Part. | Goles |
| ------------------- | ----- | --------- | --------- | -------------- | -------------- | ----- | ----- |
| Sanfrecce Hiroshima | 2002  | 0         | 0         | 0              | 0              | 0     | 0     |
| Sanfrecce Hiroshima | 2003  | 0         | 0         | 0              | 0              | 0     | 0     |
| Thespa Kusatsu      | 2005  | 26        | 2         | -              | -              | 26    | 2     |
| Thespa Kusatsu      | 2006  | 45        | 4         | -              | -              | 45    | 4     |
| Thespa Kusatsu      | 2007  | 39        | 0         | -              | -              | 39    | 0     |
| Thespa Kusatsu      | 2008  | 10        | 0         | -              | -              | 10    | 0     |
| Thespa Kusatsu      | 2009  | 44        | 1         | -              | -              | 44    | 1     |
| Thespa Kusatsu      | 2010  | 25        | 1         | -              | -              | 25    | 1     |
| Thespa Kusatsu      | 2011  | 13        | 0         | -              | -              | 13    | 0     |
| Total               | Total | 202       | 8         | 0              | 0              | 202   | 8     |